# Paul Samuelson
Paul Anthony Samuelson (Gary (Indiana), 15 mei 1915 – Belmont (Massachusetts), 13 december 2009) was een Amerikaans econoom. In 1970 won hij de prijs van de Zweedse Rijksbank voor economie. Hij kreeg ook de John Bates Clark Medal in 1947 en de National Medal of Science in 1996.
Samuelson is meest bekend door zijn boek Economics, dat wordt gezien als hét handboek op economisch gebied. Samuelson is een groot aanhanger van de economische theorieën van John Maynard Keynes.
Samuelson werd geboren in een Amerikaans-Joods gezin en studeerde aan de Harvard-universiteit, waar hij in 1941 zijn doktersgraad behaalde. Vanaf 1947 was hij hoogleraar economie aan het Massachusetts Institute of Technology (MIT). Hij overleed op 94-jarige leeftijd.

## Biografie
Samuelson werd op 15 mei 1915 geboren in Gary in de Amerikaanse staat Indiana. Zijn vader en moeder waren Frank Samuelson, een apotheker en diens vrouw Ella Lipton. Zijn familie bestond naar eigen zeggen "uit upwardly mobile joodse immigranten uit Polen, die het gedurende de Eerste Wereldoorlog voor de wind was gegaan, dit omdat Gary een gloednieuwe staalstad was toen zijn familie daar arriveerde. In 1923 verhuisde Samuelson naar Chicago; hij studeerde aan de Universiteit van Chicago, waar hij in 1935 zijn Bachelor of Arts graad behaalde, een jaar later gevolgd door zijn Master of Arts graad. In 1941 promoveerde hij aan de Harvard University. Als een graduate student aan Harvard studeerde Samuelson economie bij onder andere Joseph Schumpeter, Wassily Leontief, Gottfried Haberler en de "Amerikaanse Keynes" Alvin Hansen. Samuelson komt uit een familie van bekende economen, waaronder zijn broer Robert Summers, zijn schoonzuster Anita Summers en zijn neef Lawrence Summers.
Tijdens zijn zeven decennia als econoom vervulde Samuelson onder andere professionele posities:
- Assistent professor economie aan het M.I.T, 1940, Associate professor, 1944.
- Lid van het Radiation Laboratory 1944-1945.
- Hoogleraar Internationale Economische Betrekkingen (parttime) aan de Fletcher School of Law and Diplomacy in 1945.
- Guggenheim Fellowship van 1948 tot 1949.
- Hoogleraar Economie aan M.I.T. vanaf 1947 en vanaf 1962 M.I.T. Instituutprofessor.
- Vernon F. Taylor Visiting Distinguished Professor aan de Trinity University (Texas) in het voorjaar van 1989.

### Overlijden
Samuelson overleed op 13 december 2009 na een korte ziekte op 94-jarige leeftijd. Zijn dood werd bij Massachusetts Institute of Technology aangekondigd door James M. Poterba, hoogleraar economie aan het M.I.T. en president van de National Bureau of Economic Research. Hij merkte op dat Samuelson "als onderzoeker en docent een immense erfenis achterlaat, als een van de reuzen op wiens schouders elke eigentijdse econoom staat." Susan Hockfield, de president van M.I.T., zei dat Samuelson "alles transformeerde wat hij aanraakte: de theoretische grondslagen van zijn onderzoeksgebied, de manier waarop economie in de gehele wereld wordt onderwezen, de ethiek en de statuur van zijn faculteit, de investeringsprogramma's van M.I.T. en de levens van zijn collega's en studenten".

## Impact
Samuelson wordt beschouwd als een van de grondleggers van de neokeynesiaanse economie en als een baanbrekende figuur in de ontwikkeling van de neoklassieke economie. Ter gelegenheid van het toekennen van de Nobelprijs stelde de commissie in 1970:

Meer dan welke andere hedendaagse econoom heeft Samuelson bijgedragen aan het verhogen van het niveau van het algemene analytische en methodologische niveau in de economische wetenschap te verhogen. Hij heeft simpelweg aanzienlijke delen van de economische theorie herschreven. Hij heeft ook de fundamentele eenheid van zowel problemen als analytische technieken in de economie, deels door een systematische toepassing van de methodologie van maximalisering van een brede verzameling problemen. Dit betekent dat Samuelsons bijdragen een groot aantal verschillende deelgebieden beslaan

Hij was zo essentieel in het creëren van de neoklassieke synthese, die de keynesiaanse en neoklassieke principes verenigt en de huidige mainstream economie domineert. In 2003 was Samuelson een van de 10 Nobelprijswinnaars in de economie die zich uitsprak tegen de belastingverlagingen van president Bush.

### Thermodynamica en economie
Samuelson was een van de eerste economen die wiskundige methoden, die ontwikkeld waren voor de studie van de thermodynamica, naar de economie veralgemeende en deze nieuwe methoden daar ook toepaste. Toen hij graduate student was aan de Harvard-universiteit, was hij de enige protegé van de polymath Edwin Bidwell Wilson, die zelf weer een leerling was van de Yale-natuurkundige, Willard Gibbs. Gibbs, de grondlegger van de chemische thermodynamica, was ook mentor van de Amerikaanse econoom Irving Fisher. Hij beïnvloedde zowel Samuelson als Fisher in hun ideeën over het evenwicht van economische systemen.
Samuelson publiceerde een van de eerste artikelen, waarin niet-lineaire dynamica werd toegepast in de economische analyse
Samuelsons magnum opus, Foundations of Economic Analysis, een uitwerking van zijn proefschrift, is gebaseerd op de klassieke thermodynamische methoden van de Amerikaanse natuurkundige Willard Gibbs, meer in het bijzonder diens artikel uit 1876, On the Equilibrium of Heterogeneous Substances.
Gebaseerd op het principe van Le Chatelier uit de thermodynamica, een principe dat Samuelson tijdens zijn studie van Wilson had geleerd, ontwikkelde hij de methode van de comparatieve statica in de economie. Deze methode verklaart de veranderingen in een evenwichtsoplossing onder randvoorwaarden van een maximalisatieprobleem (het maakt wiskundig niet uit of dit een economisch- of thermodynamische evenwicht is), wanneer een van deze randvoorwaarden marginaal wordt aangescherpt of versoepeld. Het principe van Le Chatelier werd ontwikkeld door de Franse scheikundige Henri Louis le Chatelier, die in 1899 als een van de eersten Gibbs' evenwichtsartikelen vertaalde; in zijn geval vanzelfsprekend in het Frans. Samuelsons gebruik van het principe van Le Chatelier heeft in de praktijk bewezen een zeer krachtig instrument te zijn. Het vindt dan ook wijdverbreid toepassing in de moderne economie
Pogingen om in het algemeen een relatie te leggen tussen neo-klassieke economische evenwichten en thermodynamische evenwichten gaan terug op Guillaume en Samuelson.

## Interessegebieden
Als hoogleraar economie aan Massachusetts Institute of Technology werkte Samuelson op vele terreinen, daaronder:
- Welvaartseconomie, waarin hij de Lindahl-Bowen-Samuelson-voorwaarden (criteria om te bepalen of een actie de welvaart zal verbeteren) propageerde en in 1950 de ontoereikendheid demonstreerde van een nationaal inkomen-index om te onthullen welke van twee sociale opties uniform buiten de ander (mogelijke) mogelijkheidsfunctie lag (Collected Scientific Papers, v. 2, hfdst. 77. Fischer, 1987, blz. 236).
- Openbare financiën, waarin hij in het bijzonder staat bekend om zijn werk om de optimale allocatie van middelen te bepalen in de aanwezigheid van zowel collectieve goederen als private goederen.
- Internationale economie, waar hij de ontwikkeling van twee belangrijke internationale handelsmodellen: het Balassa-Samuelson-effect en het Heckscher-Ohlin-model (met de stelling van Stolper-Samuelson) beïnvloedde.
- Macro-economie, waar hij het overlappende generatiesmodel populariseerde als een manier om het gedrag van economische subjecten over meerdere tijdsperiodes te analyseren (' Collected Scientific Papers, v. 1, hfstk. 21).
- Consumententheorie, waar hij een pionier was in de verborgen preferentietheorie, een methode waarmee het mogelijk is de best mogelijke optie te onderscheiden, en waar dus de consumenten nutsfuncties kan worden gedefinieerd door het consumentengedrag te observeren.

- Bibsys: 90078203
- Biblioteca Nacional de España: XX1151617
- Bibliothèque nationale de France: cb11923583w (data)
- Catàleg d'autoritats de noms i títols de Catalunya: 981058513982506706
- CiNii: DA0056633X
- DBLP: 13/11401
- Gemeinsame Normdatei: 118605321
- International Standard Name Identifier: 0000 0001 2144 8929
- Library of Congress Control Number: n50019332
- Nationale Bibliotheek van Letland: 000034093
- Mathematics Genealogy Project: 137085
- National Archives and Records Administration: 10582207
- Bibliotheek van het Japanse parlement: 00455249
- Nationale Bibliotheek van Tsjechië: jn19990007329
- Nationale bibliotheek van Australië: 35473912
- Nationale Bibliotheek van Israël: 987007296950005171
- Nationale Bibliotheek van Polen: a0000001180216
- Nationale en Universitaire bibliotheek Zagreb: 000022439
- Nederlandse Thesaurus van Auteursnamen: 068667272
- Istituto Centrale per il Catalogo Unico: CFIV005606
- LIBRIS: 406867
- SNAC: w6ww83kr
- Système universitaire de documentation: 027121356
- Trove: 523298
- Virtual International Authority File: 98511352
- WorldCat: E39PBJckVVFcXp3tp46HtfKTpP

1969: Frisch, Tinbergen ·
1970 : Samuelson ·
1971: Kuznets ·
1972: Hicks, Arrow ·
1973: Leontief ·
1974: Myrdal, Hayek ·
1975: Kantorovitsj, Koopmans ·
1976: Friedman ·
1977: Ohlin, Meade ·
1978: Simon ·
1979: Schultz, Lewis ·
1980: Klein ·
1981: Tobin ·
1982: Stigler ·
1983: Debreu ·
1984: Stone ·
1985: Modigliani ·
1986: Buchanan ·
1987: Solow ·
1988: Allais ·
1989: Haavelmo ·
1990: Markowitz, Miller, Sharpe ·
1991: Coase ·
1992: Becker ·
1993: Fogel, North ·
1994: Harsanyi, Nash, Selten ·
1995: Lucas ·
1996: Mirrlees, Vickrey ·
1997: Merton, Scholes ·
1998: Sen ·
1999: Mundell ·
2000: Heckman, McFadden ·
2001: Akerlof, Spence, Stiglitz ·
2002: Kahneman, Smith ·
2003: Engle, Granger ·
2004: Kydland, Prescott ·
2005: Aumann, Schelling ·
2006: Phelps ·
2007: Hurwicz, Maskin, Myerson ·
2008: Krugman ·
2009: Ostrom, Williamson ·
2010: Diamond, Mortensen, Pissarides ·
2011: Sims, Sargent ·
2012: Roth, Shapley  ·
2013: Fama, Hansen, Shiller  ·
2014: Tirole  ·
2015: Deaton  ·
2016: Hart, Holmström ·
2017: Thaler ·
2018: Nordhaus, Romer ·
2019: Banerjee, Duflo, Kremer ·
2020: Milgrom, Wilson ·
2021: Imbens, Angrist, Card ·
2022: Bernanke, Diamond, Dybvig ·
2023: Goldin ·
2024: Acemoglu, Johnson, Robinson